# Alberto Blanco (sztangista)
Alberto Blanco Fernández  (ur. 17 lutego 1950) – kubański sztangista. Brązowy medalista olimpijski z Moskwy.
Brał udział w dwóch igrzyskach (IO 76, IO 80). W 1980 zajął trzecie miejsce w wadze do 100 kg. Impreza ta równocześnie była mistrzostwami świata, brązowe medale światowego czempionatu zdobywał ponadto w 1977 i 1979. Zajął drugie miejsce na igrzyskach panamerykańskich w 1975, w 1979 był pierwszy.